# 着座家
着座家（ちゃくざけ）は、江戸時代の諸藩の上級藩士の家格の一つ。
細かい定義は、諸藩によってまちまちであるが、家老職になり得る家格という意味で使用される場合と、広義の老職、つまり年寄衆や中老職になり得る家格という意味で使用される場合がある。また着座または着座家の名称がない藩も存在している。

## 概要
着座家は「家老格の家柄」と同義で使用されることもあるが、「家老格」「家老並み」などというと家老職になれない家柄の者が一代家老に抜擢されたときに使うこともあり、混乱することがある。その点で、着座家という表現は誤解を招かない。着座家とは、家老職になり得る資格を有する家柄であるから、着座家出身でも実際に就任している役職は、用人や番頭ということは、しばしばあった。
また着座家という呼称は、栄誉的な呼称として使用されることがあった。
過去に家老を出したことのある家に、すべてその格式を与えた藩もある。あるいは制度的なものでなく、家老であったことのある家が慣用的に着座家を自称することもあった。
同様に、着座家の意義を広義に捉える藩にあっては、中老や年寄衆を出したことのある家に着座家の呼称を許すこともあった。江戸時代の初期には、家老と年寄衆が未分化であったことが背景にある。
江戸時代後期から幕末にかけて、着座家の呼称の制度的な有無にかかわらず、家老になり得る家柄の藩士は、増加の一途を辿った。江戸時代後期には、家老定員の10倍以上となる着座家を持つ藩もあり、着座家だからといって容易に家老職に就任はできなかったようである。中老や年寄衆になり得る家格という意味で使用している藩にあっても同様である。
着座家は、永代家老や家老連綿の家格よりは相対的に落ちるが、諸藩・藩士の中で最高クラスの家柄を意味する。ただし、永代着座あるいは着座連綿の呼称で永代家老を意味する藩もある。

## 着座家が存在する藩
家格に着座が存在する藩として、仙台藩や鳥取藩、越後長岡藩、佐賀藩などが見られる。